# Ngang qua thế giới của em
Ngang qua thế giới của em (tên tiếng Trung: 從你的全世界路過, tên tiếng Anh: I Belonged to You) là bộ phim tình cảm lãng mạn được chuyển thể từ cuốn tiểu thuyết ăn khách cùng tên của nhà văn Trung Quốc Trương Gia Giai. Bộ phim được đạo diễn bởi Trương Nhất Bạch với sự tham gia của các diễn viên gồm Đặng Siêu, Bạch Bách Hà, Dương Dương, Trương Thiên Ái, Nhạc Vân Bằng, Liễu Nham và Đỗ Quyên. Phim được khởi quay vào tháng 4 năm 2016 và công chiếu vào ngày 29 tháng 9 năm 2016 .

## Nội dung
Trần Mạt được mệnh danh là kẻ rẻ tiền nhất thành phố, ngày nào anh cũng đối đầu với tay át chủ bài DJ Tiểu Dung mà không ai biết được lòng căm thù của họ từ đâu ra. Hai anh em của Trần Mạt là tên Đầu Heo ngu ngốc nhất thành phố và Mao Thập Bát, người thuần khiết nhất thành phố. Trần Mạt gặp Yêu Kê người bí ẩn nhất, Đầu Heo đã tạo ra một đám cưới bi thảm nhất, Mao Thập Bát trải qua cuộc chia tay đau buồn nhất, cuộc sống của nhóm người này sụp đổ từng chút một, quá khứ được hé lộ từng chút một. Những giấc mơ, tình yêu và tình bạn đều xa vời với Trần Mạt. Một người đã mất tất cả, lạc đường cho đến khi anh ta nghe thấy một tiếng nói từ thế giới...

## Diễn viên

### Diễn viên chính
| Diễn viên       | Vai diễn     | Miêu tả | Ghi chú |
| Đặng Siêu       | Trần Mạt     | DJ radio, chưa trưởng thành, "mắc chứng tự kỷ hướng ngoại". Dù hàng ngày đều giúp đỡ khán giả và những anh em xung quanh giải quyết những lo lắng nhưng thực sự, anh mới là người hoang mang và cô đơn nhất. Anh ấy không nói hoặc không thể hiện ra. Đối mặt với thực tế, anh ta khoác lên mình nhiều hình ảnh khác nhau, và che giấu nội tâm của mình bằng những chiếc xe tăng nghèo nàn, rẻ tiền, vô nghĩa và hỏng hóc. | [ 2 ]   |
| Bạch Bách Hà    | Lệ Chi       | Nữ cảnh sát, cô ấy nồng nhiệt và chân thành với ý thức về công lý. Mao Thập Bát, người thích phát minh nhưng luôn gây rắc rối, đã khiến cô chú ý. Lệ Chi thường đuổi theo Mao Thập Bát trên đường phố. Lệ Chi đem lòng yêu Mao Thập Bát, sau đó mạnh dạn theo đuổi tình yêu. Cặp đôi hạnh phúc này đã thêm nhiều niềm vui vào cuộc sống của nhau.                                                                          |         |
| Dương Dương     | Mao Thập Bát | Em họ của Trần Mạt, một người mê kỹ thuật thích làm đồ điện, là một nhà phát minh không có ước mơ theo lời của Trần Mạt. Mao Thập Bát luôn gặp rắc rối trên con đường phát minh, và sau đó thu hút sự chú ý của cảnh sát nhân dân Lệ Chi, cả hai bắt đầu yêu nhau trong quá trình rượt đuổi. |         |
| Trương Thiên Ái | Yêu Kê       | Một cô gái đơn giản và đá ng yêu, là thực tập sinh đài phát thanh đồng thời là cộng sự của Trần Mạt, cô ấy luôn âm thầm dõi theo Trần Mạt. Những sai lầm do sai lầm đã làm cho át chủ bài một thời của show "Đi qua thế giới của em" sống lại, nhưng lý do khiến cô ấy đến đây thực tập thì cô ấy đã chôn sâu trong lòng.                                                                                                  | [ 3 ]   |
| Nhạc Vân Bằng   | Đầu Heo      | Bạn học của Trần Mạt, bạn cùng lớp đại học, là một kẻ lang thang thất nghiệp, được Trần Mạt gọi là "kẻ ngu ngốc nhất thành phố". Để có tiền mua nhà, anh ta đã làm gia sư, taxi dù,làm việc ở các nhà hàng, làm bất cứ việc gì có thể kiếm được tiền. Anh dốc sức tiết kiệm tiền, mong cho bạn gái Yến Tử cuộc sống tốt đẹp nhất, trong lòng anh không có gì quan trọng hơn Yến Tử.                                        | [ 4 ]   |
| Liễu Nham       | Yến Tử       | Hoa khôi đại học cùng khóa với Trần Mạn và Đầu Heo, Đầu Heo đã phải lòng cô ấy từ năm cuối cấp. Yến Tử vô tình tham gia vào vụ cướp trong cùng phòng, và bị chỉ trích bởi thông báo của trường. Không ai tin cô ấy, ngoại trừ Đầu Heo. Yêu Đầu Heo ở trường đại học, và sau khoảng thời gian học đại học ngọt ngào, hai người chia tay nhau.                                                                               |         |
| Đỗ Quyên        | Tiểu Dung    | DJ, giám đốc đài phát thanh Vương Bài. Một người phụ nữ thành thị mạnh mẽ với tính cách can đảm, cô ấy biết chính xác mình muốn gì, dù là sự nghiệp hay tình yêu, cô ấy đều có lựa chọn của riêng mình. Mối quan hệ với Trần Mạt là hoàn toàn chân thật và chân thành, nhưng hướng đi của hai người sau khi vào xã hội rất khác nhau, Trần Mạt lãng mạn và phóng túng, nhưng Tiểu Dung coi trọng sự nghiệp.                |         |

### Diên viên phụ
| Diễn viên      | Vai diễn                 | Miêu tả | Ghi chú |
| Liệu Học Thu   | Mẹ của Trần Mạt          |         |         |
| An Hàn Cẩn     | Đạo diễn (TV, Show)      |         |         |
| Tào Vệ Vũ      | Quản lý Tào              |         |         |
| Uông Khải Nam  | Thính giả kiện thân      |         |         |
| Phan Tiêu      | Thính giả ăn uống        |         |         |
| Tào Dịch Phi   | Giám đốc đài phát thanh  |         |         |
| Chu Hồng       | Cô dâu                   |         |         |
| Lưu Nhạc Tư    | Viên Gia Trạch           |         |         |
| Lam Khả        | Giám khảo đài phát thanh |         |         |
| Lương Siêu     | lão Trần                 |         |         |
| Trương Ái Khâm | Người bán thịt heo       |         |         |
| Trương Mĩ Nga  | Đại Ma                   |         |         |

## Doanh thu
| Ngày                | Doanh thu / ngày | Doanh thu tích lũy |
| ------------------- | ---------------- | ------------------ |
| 29 tháng 9 năm 2016 | 76,4 triệu       | 76.4 triệu         |
| 30 tháng 9 năm 2016 | 64,3 triệu       | 141 triệu          |
| 1 tháng 10 năm 2016 | 88 triệu         | 228 triệu          |
| 2 tháng 10 năm 2016 | 82,20 triệu      | 310 triệu          |
| 3 tháng 10 năm 2016 | 76 triệu         | 387 triệu          |
| 4 tháng 10 năm 2016 | 65,95 triệu      | 453 triệu          |
| 5 tháng 10 năm 2016 | 58,85 triệu      | 512 triệu          |
| 6 tháng 10 năm 2016 | 53,65 triệu      | 566 triệu          |
| 7 tháng 10 năm 2016 | 40,4 triệu       | 607 triệu          |

Tính đến 3 giờ chiều ngày 21 tháng 10 năm 2016, tổng doanh thu phòng vé của phim đã đạt 786,6 triệu Nhân dân tệ, vượt qua con số 788,53 triệu Nhân dân tệ của phim Cuốn sách tình yêu, lập kỷ lục phòng vé mới cho phim tình cảm trong nước .; Doanh thu phòng vé cuối cùng của phim đạt  triệu nhân dân tệ, đứng thứ 9 trong danh sách doanh thu phòng vé phim Hoa ngữ năm 2016 tại Trung Quốc đại lục 

## Nhạc phim
| Ca khúc                         | Lời           | Soạn nhạc       | Ca sĩ            | Loại               | Ghi chú |
| ------------------------------- | ------------- | --------------- | ---------------- | ------------------ | ------- |
| Anh đợi em nơi cuối con đường   | Diêu Như Long | Trần Tiểu Hà    | Vương Phi        | Bài hát cuối phim  |         |
| Cả thế giới này ai lắng nghe em | Lâm Trác Hùng | Lương Kiều Bách | Lâm Hựu Gia      | Nhạc đệm giữa phim |         |
| Không nói                       | Hoàng Vỹ Văn  | Lý Vinh Hạo     | Lý Vinh Hạo      | Bài hát chủ đề     |         |
| Hoa sen xanh                    | Hứa Nguy      | Hứa Ngụy        | Hứa Ngụy         | Nhạc đệm giữa phim |         |
| Tình ca radio                   | Diêu Khiêm    | Vương Chí Bình  | Đặng Siêu        | Bài hát quảng bá   |         |
| Tàu điện ngầm hướng về mùa xuân |               | Trương Á Đông   | Phương Tiện Tiện | Nhạc nền           | [ 7 ]   |

## Giải thưởng
| Năm  | Lễ trao giải                                          | Đề cử cho     | Người đề cử               | Kết quả   | Ghi chú |
| ---- | ----------------------------------------------------- | ------------- | ------------------------- | --------- | ------- |
| 2017 | Liên hoan phim quốc tế Tokyo lần thứ 30 Giải hạc vàng | Phim hay nhất | Ngang qua thế giới của em | Đoạt giải | [ 8 ]   |